# Hueso (equipo ciclista)
Hueso fue un equipo ciclista profesional de carretera, patrocinado por el fabricante de chocolate homónimo. Inicialmente denominado Hueso-Manzanaque, heredó la estructura del equipo Manzanaque-Alan.

## Historia
En las temporadas 1981-1985, el fabricante Chocolates Hueso patrocinó al equipo ciclista Hueso que corrió en la Vuelta a España 1983, Vuelta a España 1984 y Vuelta a España 1985 con Jesús Suárez Cueva como jefe de filas. Entre otros ciclistas, también participaron Alberto Leanizbarrutia, Ángel de las Heras, Jon Koldo Urien, José Ángel Urien y Juan Tomás Martínez.
En 1989, dio lugar al equipo ciclista español Lotus-Zahor que heredó la estructura del equipo Hueso. En 1990 se llamaría Lotus-Festina.

## Palmarés
- Etapa de Águilas en la Vuelta a Andalucía 1981. Ganada por Felix Perez Moreno.
- Etapa de Granada en la Vuelta a España 1981. Ganada por José María Yurrebaso.
- Etapa de Sabiñánigo en la Vuelta a España 1983. Ganada por Jesús Suárez Cueva.
- Clasificación de Sprints en Vuelta a España 1983. Ganada por Carlos Machín.
- Clasificación de Metas volantes en Vuelta a España 1983. Ganada por Sabino Angoitia Gaztelu
- Premio de Baltimore (EE. UU.) de 1983.[2]
- Etapa de Torrejón de Ardoz en la Vuelta a España 1984. Ganada por Jesús Suárez Cueva.
- Ruta Zumaya de 1985 (Contrarreloj Individual). Ganada por José Ángel Urien Gómez
- Etapa  en la Vuelta a La Rioja 1985. Ganada por Carlos Machín Rodríguez
- Etapa  en la Vuelta a Murcia 1985. Ganada por Sabino Angoitia Gaztelu
- Etapa de Alcalá de Henares en la Vuelta a España 1985. Ganada por Isidro Juárez Del Moral
- Clasificación de Sprints en Vuelta a España 1984 y Vuelta a España 1985. Ganada por Jesús Suárez Cueva.

## Plantilla

### Principales ciclistas
| - Jesús Suárez Cueva (1983-85) - Alberto Leanizbarrutia (1985) - Ángel de las Heras (1981, 1984-85) - Jon Koldo Urien (1985) - José Ángel Urien (1985) - Juan Tomás Martínez (1985) - Isidro Juárez del Moral (1983-85) - José María Yurrebaso (1981-82) - Sabino Angoitia Gaztelu (1983-85) - Jorge Ruiz Cabestany (1982) |